# Hiệu suất phân phối
Hiệu suất phân phối (DP) là một phép đo KPI tiêu chuẩn được sử dụng rộng rãi trong chuỗi cung ứng để đo lường việc đáp ứng nhu cầu của khách hàng cho đến ngày mong muốn.  Theo danh pháp của DR-DP-Matrix, có thể phân biệt ba cách tiếp cận chính để đo DP:
- {\displaystyle DP_{T}^{V}}
- {\displaystyle DP_{D}^{S}}
- {\displaystyle DP_{T}^{S}}

Loại đo lường: khối lượng (V) / số ít (S)
Kiểu xem: đúng giờ (T) / giao hàng (D)

## Khối lượng / đúng giờ

### Công thức
Nếu ({\displaystyle (Demand_{p,c}+Backlog_{p-1,c})>0})
{\displaystyle DP_{T}^{V}} = {\displaystyle {\frac {Delivered_{p,c}+Predelivery_{p-1,c}}{Demand_{p,c}+Backlog_{p-1,c}}}}
Khác
VÔ GIÁ TRỊ
Nhu cầu: = khách hàng muốn c: = định danh sản phẩm p: = Khoảng thời gian, ví dụ: một ngày, một tuần, một tháng...
Việc tích lũy trong một khoảng thời gian và một nhóm các định danh sản phẩm c được thực hiện như sau: {\displaystyle DP_{p,c}={\frac {\sum _{p,c}(DP_{T}^{V})}{count_{p,c}(DP_{T}^{V}<>NULL)}}}
trong khi p được xác định theo thời gian nhu cầu

## Số ít / giao hàng và số ít / đúng giờ

### Định nghĩa trường hợp số ít
Để phù hợp với nhu cầu của môi trường, độ chi tiết của trường hợp số ít ({\displaystyle DP_{*}^{S}}) phải được xác định.  Nói chung, một trường hợp số ít được mô tả bởi n-Tuple bao gồm một tập hợp các chi tiết đặt hàng và giao hàng sau đây:
- số thứ tự
- định danh khách hàng
- định danh sản phẩm
- ngày chúc khách hàng
- ngày xác nhận của nhà cung cấp
- gửi thông tin
- ngày giao hàng
- số ghi chú giao hàng

### Công thức
- {\displaystyle DP_{D}^{S}}

Sau khi một trường hợp đơn lẻ được giao cho khách hàng, DP của nó được đo như sau: 
Nếu (ngày mong muốn = ngày đến) thì 
Trường hợp số ít DP = 1
khác 
Trường hợp số ít DP = 0
ngày đến = ngày giao hàng + thời gian vận chuyển
Bằng cách tích lũy kết quả của các trường hợp đơn lẻ trong một khoảng thời gian nhất định và, nếu cần, các tiêu chí bổ sung c (ví dụ: khách hàng, sản phẩm,...) hiệu suất giao hàng được tính như sau:
{\displaystyle DP_{p,c}={\frac {\sum _{p,c}(DP)}{count_{p,c}(singularcases)}}}
trong khi p được xác định bởi ngày đến
- {\displaystyle DP_{T}^{S}}

Sau khi một khoảng thời gian trôi qua, tất cả các trường hợp đơn lẻ có ngày mong muốn trong khoảng thời gian được xem xét và DP của chúng được đo như sau: 
Nếu (ngày mong muốn = ngày đến) thì 
Trường hợp số ít DR = 1
khác 
Trường hợp số ít DR = 0
ngày đến = ngày giao hàng + thời gian vận chuyển
Bằng cách tích lũy kết quả của các trường hợp đơn lẻ trong một khoảng thời gian nhất định và, nếu cần, các tiêu chí bổ sung c (ví dụ: khách hàng, sản phẩm,...) hiệu suất giao hàng được tính như sau:
{\displaystyle DP_{p,c}={\frac {\sum _{p,c}(DP)}{count_{p,c}(singularcases)}}}
trong khi p được xác định bởi ngày xác nhận đầu tiên

## Kết quả
0%≤{\displaystyle DP_{T/D}^{S/V}}≤100%